# Jata Chhapar
Jata Chhapar là một thị trấn thống kê (census town) của quận Chhindwara thuộc bang Madhya Pradesh, Ấn Độ.

## Nhân khẩu
Theo điều tra dân số năm 2001 của Ấn Độ, Jata Chhapar có dân số 3455 người. Phái nam chiếm 52% tổng số dân và phái nữ chiếm 48%. Jata Chhapar có tỷ lệ 69% biết đọc biết viết, cao hơn tỷ lệ trung bình toàn quốc là 59,5%: tỷ lệ cho phái nam là 77%, và tỷ lệ cho phái nữ là 62%. Tại Jata Chhapar, 12% dân số nhỏ hơn 6 tuổi.